# Яснозоренское сельское поселение
Я́снозоренское се́льское поселе́ние — муниципальное образование в Белгородском районе Белгородской области России.
Административный центр — село Ясные Зори.

## География
Поселение расположено на южной окраине Среднерусской возвышенности, граничит Журавлевским, Малиновским, Головинским и Никольским сельскими поселениями Белгородского района, с Шебекинским районом области и с Украиной.

## История
В 1928 году образован Черемошанский сельсовет, который в 1977 году переименован в Яснозоренский. Яснозоренское сельское поселение образовано 20 декабря 2004 года в соответствии с Законом Белгородской области № 159.

## Население
| 2010  | 2011  | 2012  | 2013  | 2014  | 2015  | 2016  | 2017  | 2018  |
| ----- | ----- | ----- | ----- | ----- | ----- | ----- | ----- | ----- |
| 3481  | ↗3483 | ↘3470 | ↘3415 | ↘3382 | ↘3377 | ↗3386 | ↘3368 | ↘3334 |
| 2019  | 2020  | 2021  |       |       |       |       |       |       |
| ↘3309 | ↗3310 | ↗3437 |       |       |       |       |       |       |

## Состав сельского поселения
| № | Населённый пункт | Тип населённого пункта       | Население |
| - | ---------------- | ---------------------------- | --------- |
| 1 | Бочковка         | село                         | ↘198      |
| 2 | Вергилевка       | село                         | ↘133      |
| 3 | Лозовое          | село                         | ↗66       |
| 4 | Нечаевка         | село                         | ↗443      |
| 5 | Ровенек          | село                         | ↘82       |
| 6 | Солнцевка        | село                         | ↗31       |
| 7 | Устинка          | село                         | ↗270      |
| 8 | Черемошное       | село                         | ↗543      |
| 9 | Ясные Зори       | село, административный центр | ↘1715     |

## Экономика
- Яснозоренская птицефабрика, в настоящее время входит в состав агрохолдинга «БЭЗРК-Белгранкорм»[15].
- Нечаевский кирпичный завод.